# Nota bene

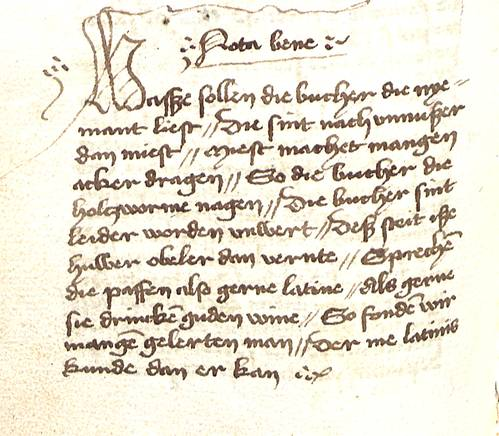
Versos sobre la inutilidad de los libros no leídos, presentados como una nota bene (escrito Hs. I 300, Biblioteca de la Ciudad de Maguncia).

Nota bene (normalmente abreviada como N. B.) es una locución latina que significa «nótese bien» u «obsérvese». Es frecuente en los libros y otras publicaciones para llamar la atención sobre algún punto o aclarar lo ya dicho. Se diferencia del post scriptum en que este último es una nota que se utiliza específicamente para corregir un olvido. 
Gramaticalmente, está formada con el imperativo de notare ('nota') y el adverbio bene ('bien').